# Helwingia japonica
Helwingia japonica är en järneksväxtart. Helwingia japonica ingår i släktet Helwingia och familjen Helwingiaceae.

## Underarter
Arten delas in i följande underarter:
- H. j. japonica
- H. j. liukiuensis
- H. j. taiwaniana
- H. j. formosana
- H. j. hypoleuca
- H. j. papillosa
- H. j. parviflora

## Bildgalleri

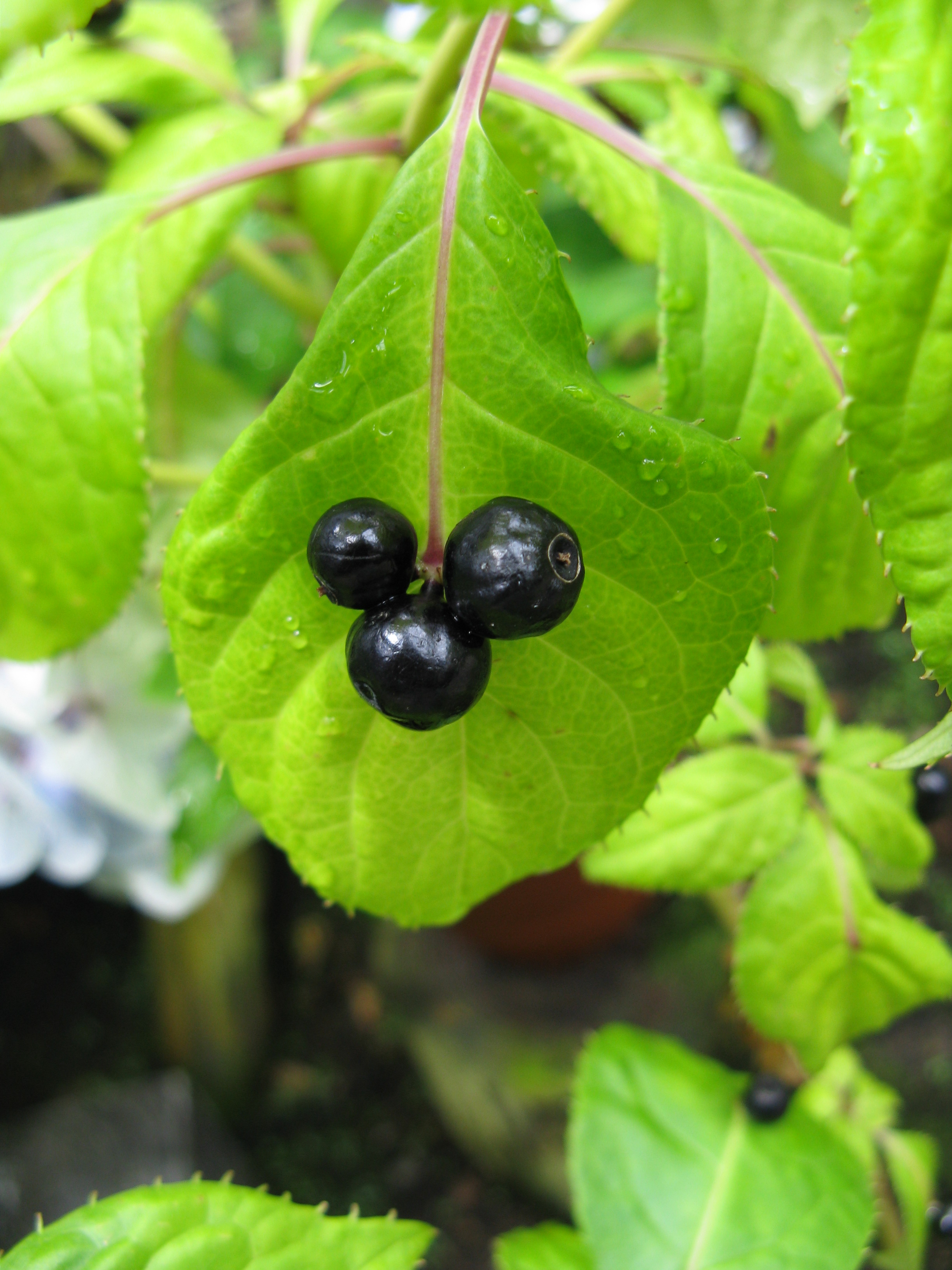
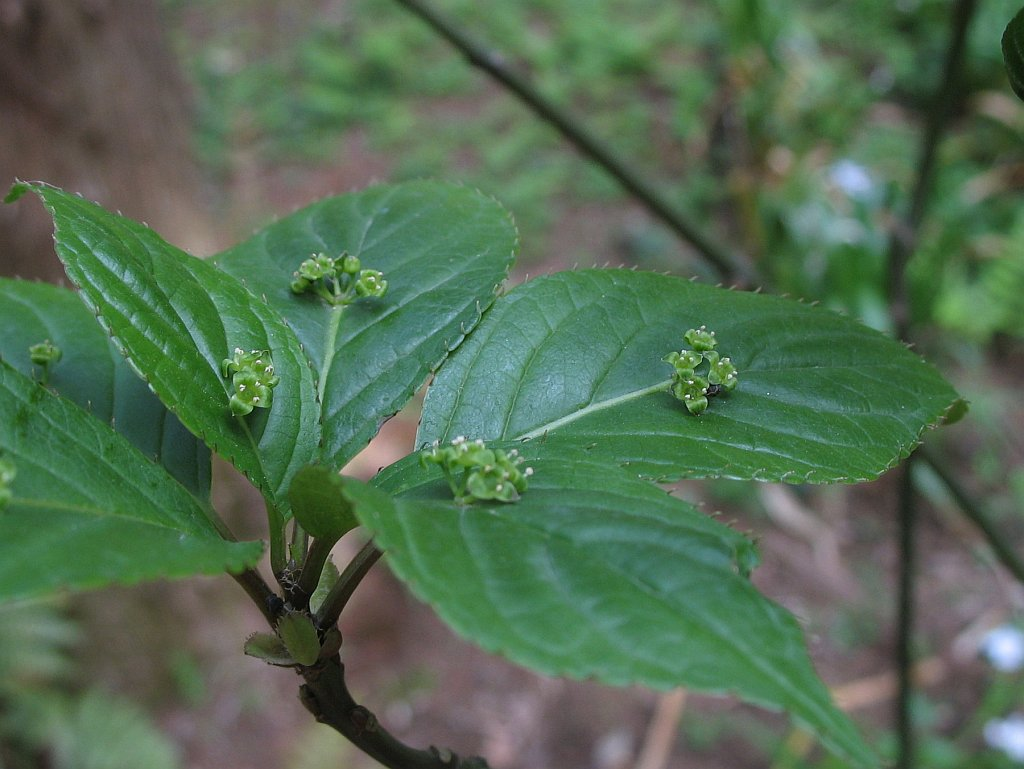
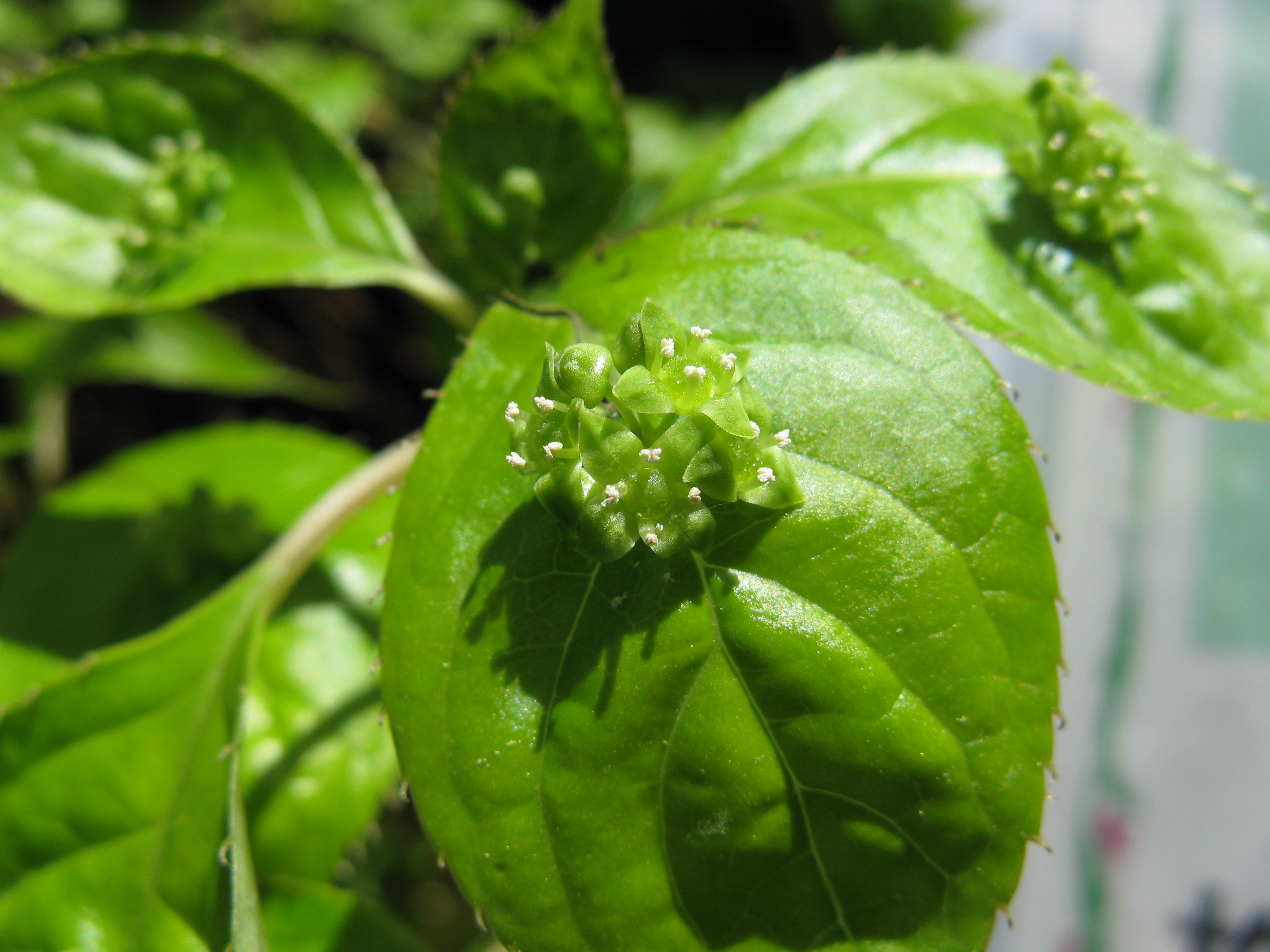
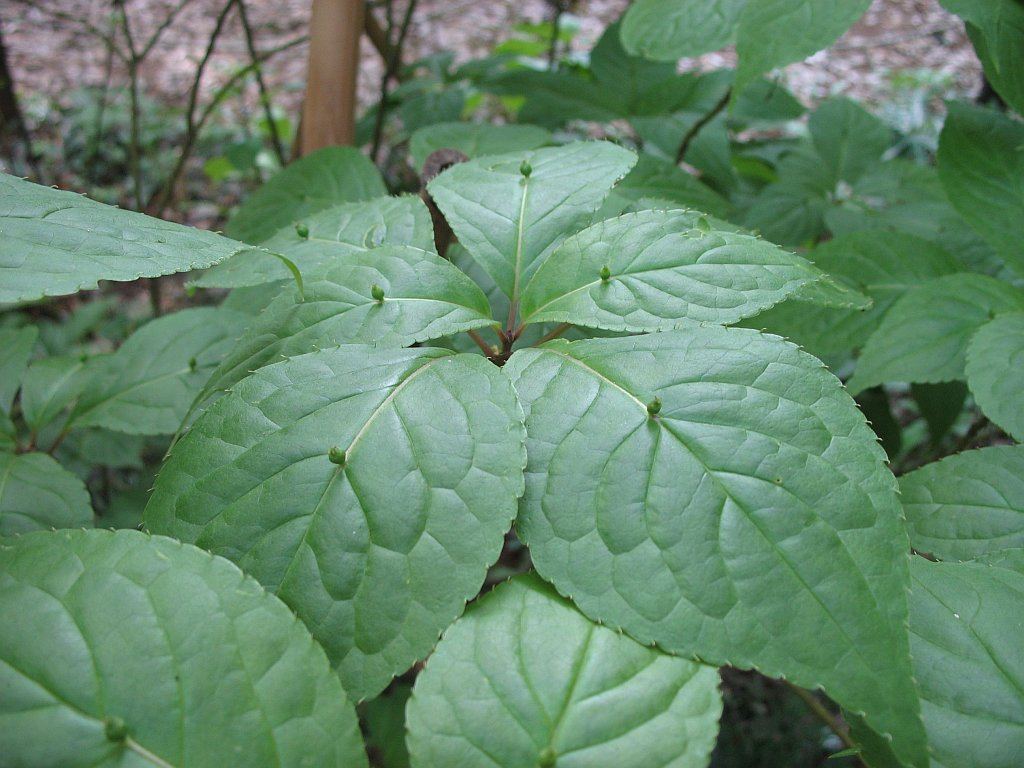
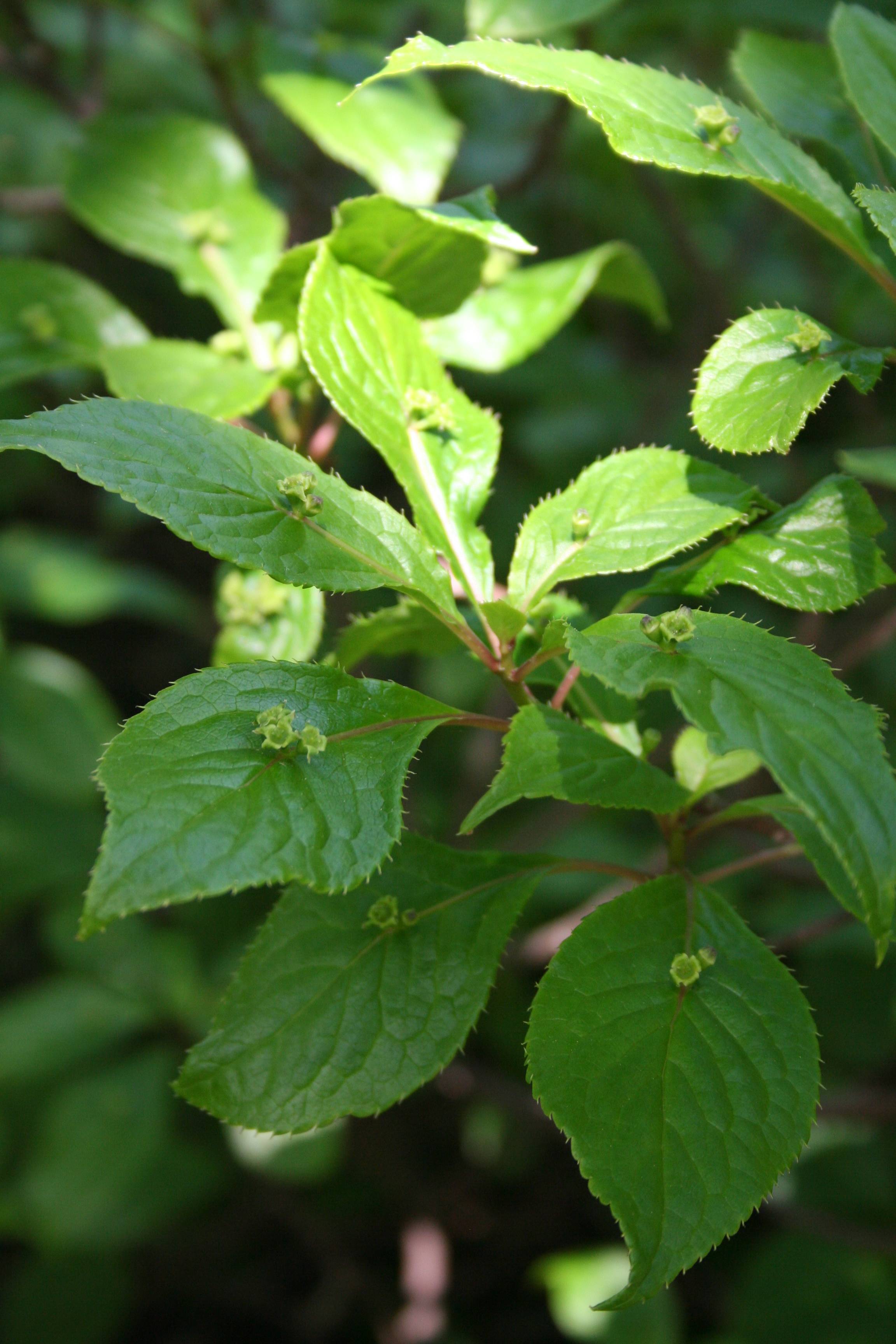